# 武田科學振興財團
公益財團法人武田科學振興財團（日语：公益財団法人武田科学振興財団）是武田藥品旗下的日本慈善團體，於1963年9月30日設立，旨在“支持和振兴科学技术研究，促进国内外科学技术和文化的发展”，同時設有“武田醫學獎”。其圖書資料館名為“杏雨書屋”，意為滋潤杏林（醫學界的代稱）之雨。
武田科學振興財團杏雨書屋藏有日本國寶說文解字木部殘卷、宋版毛詩正義、宋刊本史記集解等。

## 外部鏈接
- 公益財団法人武田科学振興財団 （页面存档备份，存于）